# Per procura
Per procura (łac. 'w zastępstwie') – procedura, w której czynność prawna dokonywana jest przez osobę upoważnioną, pełnomocną; działanie przez pełnomocnika na podstawie pełnomocnictwa.